# Кани (буква)
Кани (კ, груз. კანი) — десятая буква современного грузинского алфавита и одиннадцатая буква классического грузинского алфавита.

## Использование
В грузинском языке обозначает звук [kʼ]. Числовое значение в изопсефии — 20 (двадцать).
Также используется в грузинском варианте лазского алфавита, используемом в Грузии. В латинице, используемой в Турции, ей соответствует ǩ или kʼ.
Ранее использовалась в абхазском (1937—1954) и осетинском (1938—1954) алфавитах на основе грузинского письма, после их перевода на кириллицу в абхазском была заменена на к, а в осетинском — на къ.
В системах романизации грузинского письма передаётся как k (ISO 9984, BGN/PCGN
1981, ALA-LC), kʼ (национальная система, BGN/PCGN 2009). В грузинском шрифте Брайля букве соответствует символ ⠅ (U+2805).

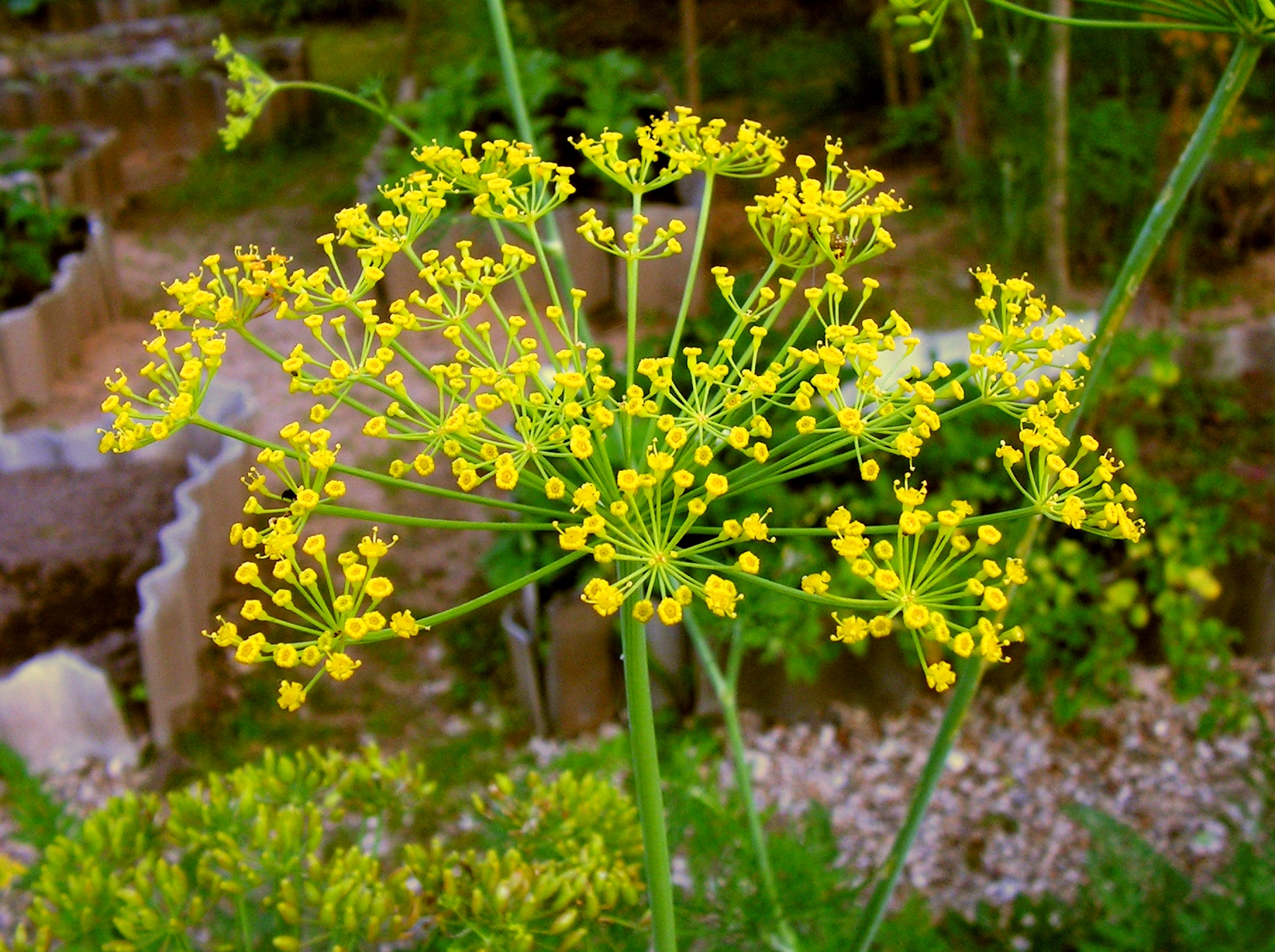
კამა (кама) — Укроп

## Написание
| Асомтаврули | Нусхури | Мхедрули |
| ----------- | ------- | -------- |
|             |         |          |

## Кодировка
Кани асомтаврули и кани мхедрули включены в стандарт Юникод начиная с самой первой его версии (1.0.0) в блоке «Грузинское письмо» (англ. Georgian) под шестнадцатеричными кодами U+10A9 и U+10D9 соответственно.
Кани нусхури была добавлена в Юникод в версии 4.1 в блок «Дополнение к грузинскому письму» (англ. Georgian Supplement) под шестнадцатеричным кодом U+2D09; до этого она была унифицирована с кани мхедрули.
Кани мтаврули была включена в Юникод в версии 11.0 в блок «Расширенное грузинское письмо» (англ. Georgian Extended) под шестнадцатеричным кодом U+1C99.